# Melamadai
Melamadai es una  ciudad censal situada en el distrito de Madurai en el estado de Tamil Nadu (India). Su población es de 43 797 habitantes (2011). Se encuentra a 4 km de Madurai.

## Demografía
Según el censo de 2011 la población de Melamadai era de 43797 habitantes, de los cuales 22166 eran hombres y 21631 eran mujeres. Melamadai tiene una tasa media de alfabetización del 90,60%, inferior a la media estatal del 80,09%: la alfabetización masculina es del 94,25%, y la alfabetización femenina del 86,90%.